# Konstanzmethode

Die durch die Konstanzmethode ermittelte psychometrische Funktion hat meist die Form einer logistischen Kurve

Die Konstanzmethode ist eine Methode zur Schwellenbestimmung für bestimmte Reize an menschlichen Probanden. Sie wurde 1860 zuerst von Gustav Theodor Fechner als Methode der richtigen und falschen Fälle beschrieben.
Der Proband wird sehr häufig in zufälliger Reihenfolge mit gleichartigen Reizen verschiedener Stärken stimuliert, dabei sind sowohl deutlich unterschwellige als auch deutlich überschwellige Reize. Der Proband antwortet immer dann mit „Ja“, wenn er glaubt, einen Reiz wahrgenommen zu haben. Anschließend wird die Erkennungswahrscheinlichkeit (Anteil der „Ja“-Antworten) gegen die Reizstärke aufgetragen. 
Man erhält mit dieser Methode eine psychometrische Funktion. Diese verläuft sigmoid, da deutlich unterschwellige Reize nie und deutlich überschwellige Reize immer erkannt werden. Die Absolutschwelle für diesen Reiz liegt – per Konvention – bei der Reizstärke, bei der in 50 Prozent der Fälle eine Erkennung stattfand (point of subjective equality, PSE).